# William H. Daniels
William H. Daniels (Cleveland, 1 december 1901 – Los Angeles, 14 juni 1970) was een Amerikaans cameraman.

## Loopbaan
William H. Daniels werd geboren in Cleveland in Ohio.  Zijn carrière als cameraman omspande vijf decennia. Ze begon met de stomme film Foolish Wives (1922) en eindigde met de filmkomedie Move (1970). In het begin van zijn loopbaan werkte hij regelmatig samen met de regisseur Erich von Stroheim. Hij gold lang als de "cameraman van Greta Garbo". Tijdens zijn loopbaan werd Daniels vier keer genomineerd voor de Oscar voor beste camerawerk. Hij won de prijs ook daadwerkelijk voor de misdaadfilm The Naked City (1948). Van 1961 tot 1963 was Daniels voorzitter van de American Society of Cinematographers.

## Filmografie (selectie)
- Foolish Wives (1922)
- Merry-Go-Round (1923)
- Helen's Babies (1924)
- Greed (1924)
- The Merry Widow (1925)
- Dance Madness (1925)
- Torrent (1926)
- The Boob (1926)
- Monte Carlo (1926)
- Money Talks (1926)
- Bardelys the Magnificent (1926)
- The Temptress (1926)
- Altars of Desire (1926)
- Flesh and the Devil (1926)
- Captain Salvation (1927)
- Tillie the Toiler (1927)
- On Ze Boulevard (1927)
- Love (1927)
- Bringing Up Father (1928)
- The Actress (1928)
- Telling the World (1928)
- The Mysterious Lady (1928)
- A Woman of Affairs (1928)
- Dream of Love (1928)
- A Lady of Chance (1928)
- Wild Orchids (1928)
- Queen Kelly (1928)
- The Trial of Mary Dugan (1929)
- The Last of Mrs. Cheyney (1929)
- The Kiss (1929)
- Their Own Desire (1929)
- Anna Christie (1930)
- Montana Moon (1930)
- Romance (1930)
- The Great Meadow (1930)
- Inspiration (1930)
- A Free Soul (1931)
- Susan Lenox (Her Fall and Rise) (1931)
- Grand Hotel (1931)
- As You Desire Me (1932)
- Skyscraper Souls (1932)
- Rasputin and the Empress (1932)
- The White Sister (1933)
- The Stranger's Return (1933)
- Dinner at Eight (1933)
- Broadway to Hollywood (1933)
- Queen Christina (1933)
- The Barretts of Wimpole Street (1934)
- The Painted Veil (1934)
- Naughty Marietta (1934)
- Anna Karenina (1935)
- I Live My Life (1935)
- Rendezvous (1935)
- Camille (1936)
- Romeo and Juliet (1936)
- Rose Marie (1936)
- Personal Property (1937)
- Broadway Melody of 1938 (1937)
- Double Wedding (1937)
- The Last Gangster (1937)
- Marie Antoinette (1938)
- The Shopworn Angel (1938)
- Three Loves Has Nancy (1938)
- Dramatic School (1938)
- Idiot's Delight (1938)
- Ninotchka (1939)
- Another Thin Man (1939)
- The Shop Around the Corner (1939)
- The Mortal Storm (1940)
- New Moon (1940)
- So Ends Our Night (1940)
- Back Street (1940)
- Love Crazy (1941)
- They Met in Bombay (1941)
- Honky Tonk (1941)
- Shadow of the Thin Man (1941)
- Design for Scandal (1941)
- Dr. Kildare's Victory (1941)
- For Me and My Gal (1942)
- Keeper of the Flame (1942)
- Girl Crazy (1943)
- The Heavenly Body (1943)
- The Canterville Ghost (1943)
- Maisie Goes to Reno (1944)
- Lured (1947)
- Brute Force (1947)
- The Naked City (1948)
- For the Love of Mary (1948)
- Family Honeymoon (1948)
- The Life of Riley (1949)
- Illegal Entry (1949)
- The Gal Who Took the West (1949)
- Abandoned (1949)
- Three Came Home (1949)
- Woman in Hiding (1950)
- Winchester '73 (1950)
- Deported (1950)
- Harvey (1950)
- Thunder on the Hill (1950)
- Bright Victory (1951)
- Never Wave at a WAC (1951)
- Glory Alley (1951)
- Pat and Mike (1952)
- Plymouth Adventure (1952)
- Thunder Bay (1952)
- When in Rome (1952)
- The Glenn Miller Story (1953)
- The Far Country (1953)
- War Arrow (1953)
- Forbidden (1953)
- Strategic Air Command (1954)
- Six Bridges to Cross (1954)
- The Shrike (1955)
- Foxfire (1955)
- The Girl Rush (1955)
- The Benny Goodman Story (1955)
- Away All Boats (1956)
- The Unguarded Moment (1956)
- Istanbul (1956)
- Interlude (1956)
- Night Passage (1956)
- My Man Godfrey (1957)
- Cat on a Hot Tin Roof (1958)
- Some Came Running (1958)
- A Stranger in My Arms (1958)
- A Hole in the Head (1958)
- Never So Few (1959)
- Can-Can (1959)
- Ocean's 11 (1960)
- All the Fine Young Cannibals (1960)
- Come September (1961)
- How the West Was Won (1961)
- Something's Got to Give (1962)
- Billy Rose's Jumbo (1962)
- Come Blow Your Horn (1963)
- The Prize (1963)
- Robin and the 7 Hoods (1964)
- Von Ryan's Express (1965)
- Marriage on the Rocks (1965)
- Assault on a Queen (1966)
- In Like Flint (1966)
- Valley of the Dolls (1967)
- The Impossible Years (1968)
- Marlowe (1968)
- The Maltese Bippy (1969)
- Move (1970)